# Американски омар
Американският омар (Homarus americanus) е вид ракообразно от семейство Омари (Nephropidae).

## Разпространение
Видът е разпространен в Канада (Лабрадор, Нова Скотия, Ню Брънзуик, Нюфаундленд и Остров Принц Едуард) и САЩ (Вашингтон, Вирджиния, Делауеър, Кънектикът, Масачузетс, Мейн, Мериленд, Ню Джърси, Ню Йорк, Ню Хампшър, Орегон, Пенсилвания и Род Айлънд).